# Benjamin Peltonen
Niclas Benjamin Peltonen, född  15 april 1997 i Åbo i Finland, är en finlandssvensk sångare känd under artistnamnet Benjamin.
Peltonen, som är uppvuxen i S:t Karins, gick i svensk skola i Åbo. Han gjorde karriär på Instagram och spelade in sin första singel Underdogs år 2014. Ett par år senare hoppade han av  Katedralskolan för att satsa helhjärtat på musiken.
Peltonen har mer än 300 000 följare på Instagram och det har bland annat lett till uppmärksamhet i Spanien, där han har spelat flera konserter. Sina första skivor sjöng han in på engelska men 2018 släppte han låten Naarmuja på finska.
I samband med en spelning på Helsingfors Pride år 2021 avslöjade Peltonen att han är homosexuell.

## Diskografi[3]

### Studioalbum
- 2016 – Fingerprints
- 2020 – Someveteraani

### EP
- 2015 – Square One

### Singlar
- 2014 – Underdogs
- 2014 – Unbreakable
- 2015 – Young and Restless
- 2016 – Body
- 2016 – Man on the Moon (med Sweet California)
- 2017 – Bad Luck Love
- 2018 –  Naarmuja (med IBE)
- 2018 – Juon sut pois
- 2019 –  Tanssin yksin
- 2019 – Orgasmi
- 2019 – Näytä mulle ne
- 2020 – Kaksi kotia
- 2020 – WWW
- 2020 – TikTok
- 2021 – Kunnes sammutaan (Benjamin & Vesta)
- 2022 – N-Y-T
- 2022 – Gay